# Abdul Rahman (rifugiato)
Abdul Rahman, detto Joel (in persiano عبدالرحمن‎; Kabul, 1965), è un attivista afghano.
Nel 1990, mentre lavorava per un'associazione non governativa cattolica di aiuto, che forniva assistenza medica ai rifugiati afghani a Peshawar, in Pakistan, conobbe il cristianesimo e fu successivamente battezzato. Ha due figlie ed una moglie che cessarono ogni forma di contatto con lui a seguito la sua conversione. 
Nel 1993 si trasferì in Germania e in seguito cercò senza successo asilo in Belgio.
Nel 2002, dopo la caduta del regime talebano, tornò in Afghanistan. È stato arrestato nel febbraio 2006 con accusa di apostasia, rischiando la pena di morte. Il 26 marzo 2006, sotto forte pressione da governi stranieri, il giudice ha restituito il suo caso ai pubblici ministeri, adducendo "lacune investigative": è stato scarcerato e restituito alla sua famiglia la notte del 27 marzo; il 29 marzo Rahman è arrivato in Italia dopo che il governo italiano gli ha offerto asilo.